# Copris inaequabilis
Copris inaequabilis là một loài bọ cánh cứng trong họ Bọ hung (Scarabaeidae).